# Lindeman (achternaam)
Lindeman is een Duitse, Nederlandse, Zweedse en Noorse achternaam. Door emigratie komt deze naam ook in andere werelddelen voor. Verwante achternamen zijn Lindemann (Duitsland) en Lindemans (België).
De naam Lindeman gaat in Nederland in ieder geval terug tot ene Johannes Lindeman geboren rond 1710 en getrouwd met Johanna Jansen.

## Bekende naamdragers
- Anna Lindeman (1859-1938), Noors componiste en muziekpedagoge
- Bert-Jan Lindeman (1989), Nederlands wielrenner
- C.M.A.A. Lindeman (1883-1965), Nederlands conservator en museumdirecteur
- Dora Lindeman (1918-2008), Nederlands zangeres
- Jan Christiaan Lindeman (1921-2007), Nederlands botanicus
- Kurt Lindeman (1932), Fins schermer
- Lars Lindeman (1920-2006), Fins politicus
- Ludvig Mathias Lindeman (1812-1887), Noors componist
- Raymond Lindeman (1915-1942), Amerikaans zoöloog
- Wijbert Lindeman (1909-1988), Nederlands Engelandvaarder